# Spain (groupe)
Spain est un groupe de rock américain, originaire de Los Angeles, en Californie. En l'espace de deux décennies, le groupe compte cinq albums studio, un album live et un best-of,.

## Biographie
Leur premier album, The Blue Moods of Spain, publié en septembre 1995, est salué par la critique,. Il comprend le morceau Spiritual, qui sera repris par de nombreux artistes comme Johnny Cash, Soulsavers, Sean Wheeler, et Zander Schloss, et par le père de Haden, le musicien de jazz Charlie Haden, qui jouera une version instrumentale avec le guitariste Pat Metheny sur l'album Beyond the Missouri Sky (Short Stories). Le deuxième album de Spain, She Haunts My Dreams, est enregistré en 1999 sur l'île suédoise de Vaxholm, et fait participer le pianiste de jazz Esbjörn Svensson, le guitariste Björn Olsson, et parfois le batteur de R.E.M. et Beck Joey Waronker. Cet album comprend le morceau Every Time I Try que le réalisateur Wim Wenders a utilisé pour la bande son de The End of Violence. Le troisième album de Spain, I Believe est publié en 2001, et une compilation, Spirituals: The Best of Spain, en 2003.
Après une période d'inactiivté, le groupe se reforme en 2007 à l'initiative de Josh Haden avec de nouveaux musiciens : Tom Gladders (guitare), Randy Kirk (claviers, guitare) et Matt Mahal (batterie). Cette reformation donne lieu au premier concert du groupe en six ans, en 2007 au festival espagnol Tanned Tin ; lors de ce concert, leur album classique The Blue Moods of Spain est joué intégralement.
Un nouveau single, I'm Still Free, est paru en janvier 2010. L'album The Soul of Spain, produit par Rich Machin des Soulsavers, est sorti en mai 2012. En 2013, la formation composée de Haden, Mayhall, Brummel et Kirk enregistre un autre album, Sargent Place, produit par Gus Seyffert (Black Keys, Beck, Norah Jones), mixé par Darrell Thorp (Radiohead, Paul McCartney) et publié ua label Dine Alone Records le 4 novembre 2014. L'album comprend la dernière performance de Charlie Haden, le morceau You And I, qui est voté quatre étoiles sur cinq par AllMusic.

## Discographie

### Albums studio
- 1995 : The Blue Moods of Spain (Restless Records)
- 1999 : She Haunts My Dreams (Restless Records)
- 2001 : I Believe (Restless Records)
- 2012 : The Soul of Spain (Glitterhouse Records)
- 2014 : Sargent Place (Glitterhouse Records)
- 2016 : Carolina (Glitterhouse Records)
- 2022 : World of Blue (Shimmy-Disc)

### Compilations
- 2003 : Spirituals: the Best of Spain (Restless Records)
- 2010 : Blue Moods of Spain: A History, Pt. 1 (Diamond Soul Recordings)
- 2011 : Blue Moods of Spain: A History, Pt. 2 (Diamond Soul Recordings)
- 2017 : Live at the Love Song (album live ; Glitterhouse Records)